# نمایه مقاله‌های مد

## پوشاک مردانه
انواع پوشاک، انواع لباس، انواع پوشش
فرق تیشرت و بلوز و پولوشرت (مخصوص فصل بهار و تابستان):
تیشرت (T-Shirt) پوشاک آستین کوتاه نازک یقه گرد یا یقه هفت در انواع مدلهای ساده و طرح دار با رنگ ویا تکه‌های پارچه ویا یک جیب تزیینی سمت چپ سینه و همچنین دارای مدلهای گشاد و لانگ نیز هست
بلوز (Blouse) دقیقاً همان تعریف تی شرت نازک ولی آستین بلند و گاهی هم یقه اسکی
پولوشرت (Polo Shirt) تی شرت نازک یقه دار ۲ تا ۴ دکمه یا بدون جیب یا با یک جیب معمولاً سمت چپ سینه و گاهی هم آستین بلند
فرق پلوور و ژاکت (مخصوص فصل پاییز و زمستان):
پلوور (Pullover) پوشاک بافتنی آستین بلند جلوبسته است و گاهی هم یقه اسکی
ژاکت (Jacket) پوشاک بافتنی آستین بلند جلو باز که با دکمه یا زیپ بسته میشه
فرق جلیقه و ژیله (مخصوص فصل پاییز و زمستان):
جلیقه (Waistcoat) نام پوشاک ضخیم بدون آستین جلو باز که با دکمه یا زیپ بسته میشه
ژیله (Gilet) نام پوشاک ضخیم بدون آستین جلوبسته است
فرق هودی و سویشرت:
هودی (Hoodie) نام پوشاک آستین بلند کلاه دار با دو جیب در پایین یا بدون جیب در سه مدل جلوبسته و جلو باز که با دکمه یا زیپ بسته میشه. (مخصوص فصل بهار و پاییز و زمستان)
سویشرت (Jumper) نام پوشاک ضخیم آستین بلند غیر بافتنی با دو جیب در پایین یا بدون جیب در سه مدل جلوبسته و جلو باز که با دکمه یا زیپ بسته میشه. (مخصوص فصل پاییز و زمستان)
جوراب
معمولی
کامپیوتری
دوسیلندر
فری سایز
سه دکمه
استرچ
تکه دوزی
یقه فروت
لباس زیر
نیم آستین
ساده
ملانژ
سفید ممتاز
سوزن خالی
استرچ
شورت
اسلیپ
مایویی
پادار
باکسر
رکابی
ساده
ملانژ
سوزن خالی
کبریتی
ورزشی
استرچ
ممتاز
آستین حلقه ای
ست
شلوارک
شلوار راحتی
دستکش
چرمی
واتر
موتوری
ورزشی
بدنسازی
مایو
تریکو
کراوات
پاپیون

## پوشاک زنانه
- جوراب
  - دوربعی
  - سه‌ربعی
  - بلند
  - جوراب شلواری
  - بند جوراب
  - فانتزی
  - شیشه
  - پارازین
  - رایانه‌ای
  - ماهوتی
  - ساق شلواری
  - فری‌سایز
  - تاپ
- لباس خواب
  - یک تکه
  - دو تکه
  - سه تکه
  - متفرقه
- لباس زیر
  - رکابی
  - شورت
  - پستان بند یا سوتین
  - ست
  - شلوارک
- دستکش
  - چرمی
  - استرچ
  - نخی
  - فری سایز
- شلوار
  - ورزشی
  - بدنسازی
- مایو
- کلاه شنا
- تی‌شرت
- مانتو شلوار
- چادر
  - چادر عربی
  - چادر ملی
  - چادر مشکی
  - چادر رنگی
  - چادر نماز
  - چادر طرحدار
- مقنعه
  - مقنعه چانه دار
- روبنده

## پوشاک دخترانه
جوراب
دو ربعی
سه ربعی
بلند
جوراب شلواری
فانتزی
کامپیوتری
ساق شلواری
تاپ
لباس خواب
یک تکه
دو تکه
سه تکه
متفرقه
لباس زیر
رکابی
شورت
پادار
اسلیپ
فانتزی
سوتین
ست
بلوزشلوارک
دستکش
چرمی
استرچ
نخی
فری سایز
ساق
شلوار
ورزشی
بدنسازی
مایو
کلاه شنا

## پوشاک بچگانه
دوتکه (بلوز و شلوار)

سه تکه (بلوز و شلوار و سوئی شرت) / (بلوز و شلواز و تاپ)

پیراهن

شلوار

بلوز

## پوشاک پسرانه
جوراب
جوراب شلواری پسرانه
معمولی
کامپیوتری
دوسیلندر
تی شرت
یقه دار
سه دکمه
استرچ
تکه دوزی
یقه هفت
یقه گرد
یقه فروت
لباس زیر
نیم آستین
ساده
ملانژ
سفید ممتاز
سوزن خالی
استرچ
سه دکمه
شورت
اسلیپ
مایویی
پا دار
باکسر
رکابی
ساده
ملانژ
سوزن خالی
کبریتی
ورزشی
استرچ
ممتاز
آستین حلقه ای
یقه گرد
یقه هفت
ست
شلوارک
شلوار راحتی
دستکش
زیگزاک
واتر
فانتزی
ورزشی
بدنسازی
مایو
تریکو
ژاکت
ژیله ژاکت
سویت شرت
کراوات
پاپیون
متفرقه

## انواع دیگر
- یونیفورم
- کمربند
- جوشن (برگستوان)
- خرقه (دلق)
- دشداشه
- قبا
- عبا
- نعلین
- کفش
- اسموکینگ
- پولوور
- بارانی
- سرهمی
- کلاه
- کلاه کپ
- دستبند
- گردنبند